# Parc national de Khvalynsk
Le parc national de Khvalynsk ou parc national Khvalynski (en russe : Хвалынский национальный парк, Khvalynski natsionalny park) est un parc national russe situé sur un plateau surélevé dans les collines de craie des hauteurs de la Volga, couvertes de forêts mixtes de chênes, de tilleuls et de conifères, le long du côté ouest de la Volga. Il se trouve à environ 1 000 km au nord de la mer Caspienne, dans l'oblast de Saratov, en surplomb du réservoir de Saratov. L'extrémité nord se trouve à environ 10 km à l'ouest de la ville de Khvalynsk, et environ 200 km au nord-est de Saratov sur la Volga. Couvrant environ 255 km2, le parc national est divisé en trois sections. Il a été officiellement créé en 1994. 

## Topographie
Le parc est centré sur la crête Khvalanskiaïa, un plateau surélevé qui s'étend le long de la rive ouest de la Volga (appelée la « rive droite »). Le relief accuse une érosion importante à partir du centre de la crête, avec un terrain vallonné et de nombreux ravins. La variété topographique de la zone engendre de nombreux microclimats et habitats. La plus haute colline (Belenkaïa, presque entièrement de craie) culmine à 369 mètres d'altitude ; cinq autres collines dépassent les 250 mètres de haut. Les collines du parc sont principalement couvertes d'arbres forestiers de montagne. La Volga atteint ses plus grandes profondeurs (22 mètres) sur le territoire du parc. 
La forêt couvre plus de 90 % de la surface du parc. On y trouve de nombreux affleurements de substrats rocheux exposés, et de l'eau souterraine qui remonte fréquemment à la surface sous forme de sources. Les habitats de la faune et de la flore comprennent les forêts de pins, les petites rivières et divers types de lisières et de steppes.

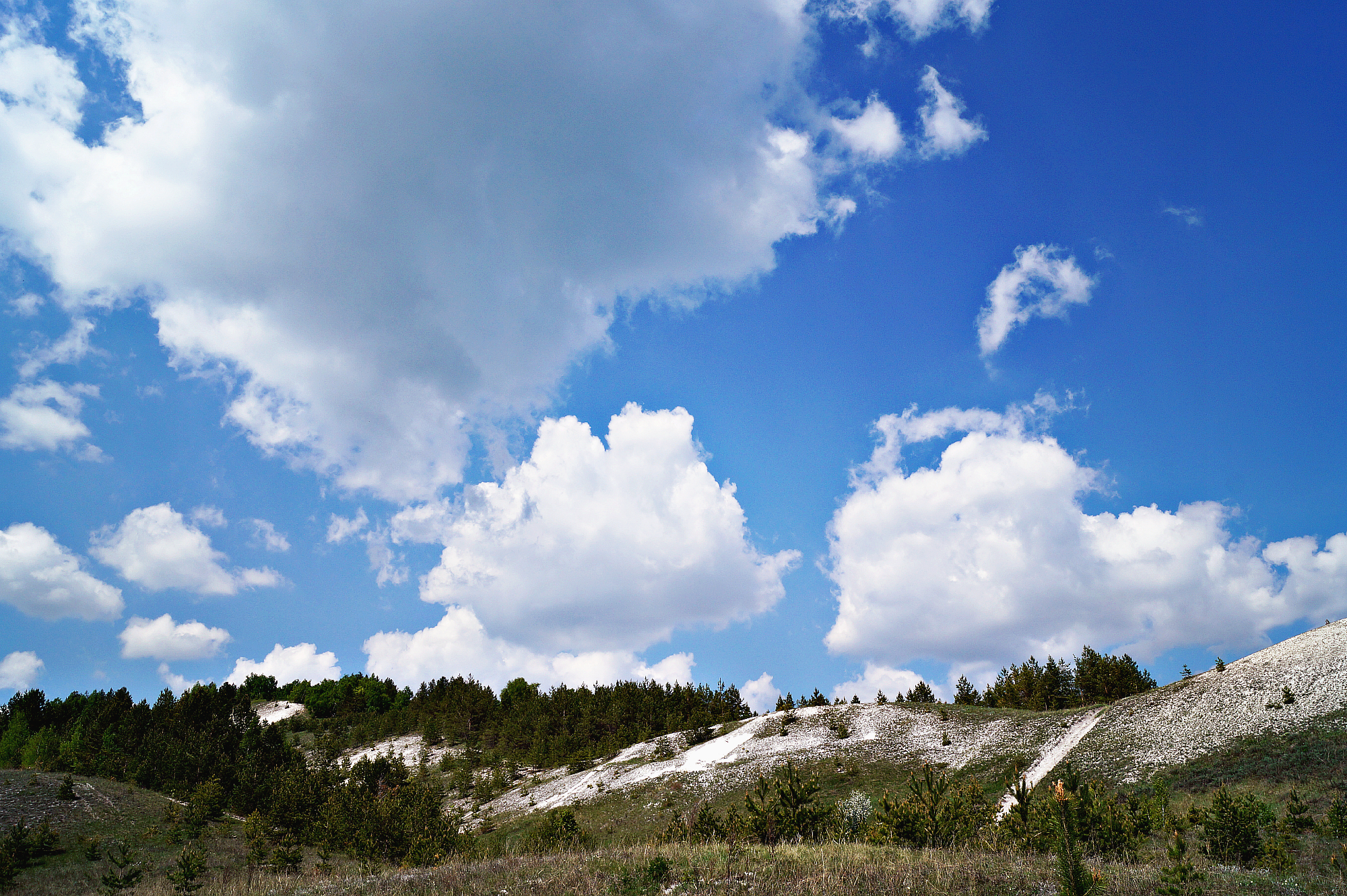
Collines de craie dans le parc national de Khvalysk

## Faune
En raison de la proximité du parc national avec de nombreuses zones écologiques — forêt, steppe semi-aride, Volga, montagne, prairies et vallées fluviales —, on y rencontre une grande diversité d'habitats. Ces habitats variés abritent un grand nombre de plantes et d'animaux, dont beaucoup sont rares ou en voie de disparition. Les petits mammifères sont courants, notamment les lièvres, les castors, les renards et les loups. Parmi les reptiles, on trouve notamment des vipères péliade.
Les oiseaux de proie sont également présents, en particulier le pygargue à queue blanche, le balbuzard pêcheur et le faucon sacre, en voie de disparition.

## Flore
Les forêts du parc sont principalement constituées de chênes (40 %), de tilleuls (30 %) et de pins (21 %), ainsi que d'autres nombreuses espèces en quantités moindres, avec des restes de vergers sur certaines des pentes de bordure. Plus de 970 plantes vasculaires différentes ont été identifiées dans le parc, dont 26 sont rares ou en voie de disparition.

## Tourisme
La fréquentation du parc par le public est encouragée, la zone étant à la fois protégée, récréative et commerciale. Des sentiers balisés permettent de visiter certains endroits particulièrement intéressants, dont le Poutechestvié po Dnou Drevnego Moria (« Voyage au fond d'une mer ancienne ») qui met en évidence la géologie de la région. Un autre chemin mène à la Pechtchera Monakha (« Grotte du moine »). Il y a un musée de la vie quotidienne paysanne, le Derevenskoïé Podvorié (« ferme de village »), une chapelle et des sources sacrées. Les voitures ne sont pas autorisées dans la zone protégée. Des logements dans une maison d'hôtes familiale sont disponibles sur réservation préalable ou dans la ville voisine de Khvalynsk. Environ 30 à 35 000 personnes visitent le parc chaque année. 
Les animaux typiques du parc peuvent être observés dans un lieu de captivité (zoo) situé en son sein, sous réservation préalable. Les visiteurs peuvent faire l'expérience d'un « safari de Khvalynsk » dans le parc lui-même. Il y a une station de ski en bordure du parc et des hôtels de villégiature. Dans la ville de Khvalynsk, au nord-est du parc, se trouve un musée d'histoire locale. Le parc est jumelé avec le monument national de Fossil Butte, une unité du National Park Service aux États-Unis. 